# A Riqueza das Redes
A Riqueza das Redes: Como a Produção Social Transforma os Mercados e a Liberdade (em inglês: The Wealth of Networks: How Social Production Transforms Markets and Freedom é um livro de autoria do professor de direito Yochai Benkler, publicado pela Yale University Press em 3 de Abril de 2006.
Uma tradução para o português, produzida colaborativamente por voluntários, foi iniciada em 17 de Julho de 2006.
A obra está disponível, na íntegra, na página Wiki dedicada ao livro, e está disponível (ver versão HTML ) sob uma licença Creative Commons Não-comercial. Benkler afirmou que esta versão online editável do livro é "um experimento para a produção de livros no futuro," demonstrando como autores e leitores podem se interligar instantaneamente e até colaborar.